# Maria Walsh
Pour les articles homonymes, voir Walsh.
Maria Walsh, née le 11 juin 1987 à Boston, est une femme politique irlandaise, membre du Fine Gael.

## Biographie
Maria Walsh est née à Boston, dans le Massachusetts. Sa mère Noreen grandit en Irlande dans le comté de Galway, et son père Vincent est originaire de Roundfort dans le comté de Mayo. Elle a trois frères et sœurs.  
Elle déménage aux États-Unis à New York puis à Philadelphie après avoir fini ses études supérieures. 
Elle fait son coming out public en août 2014 après avoir gagné la Rose of Tralee.
Elle est élue au Parlement européen en 2019 et réélue en 2024. Elle siège au sein du groupe du Parti populaire européen (PPE).